# Federalismo no Brasil

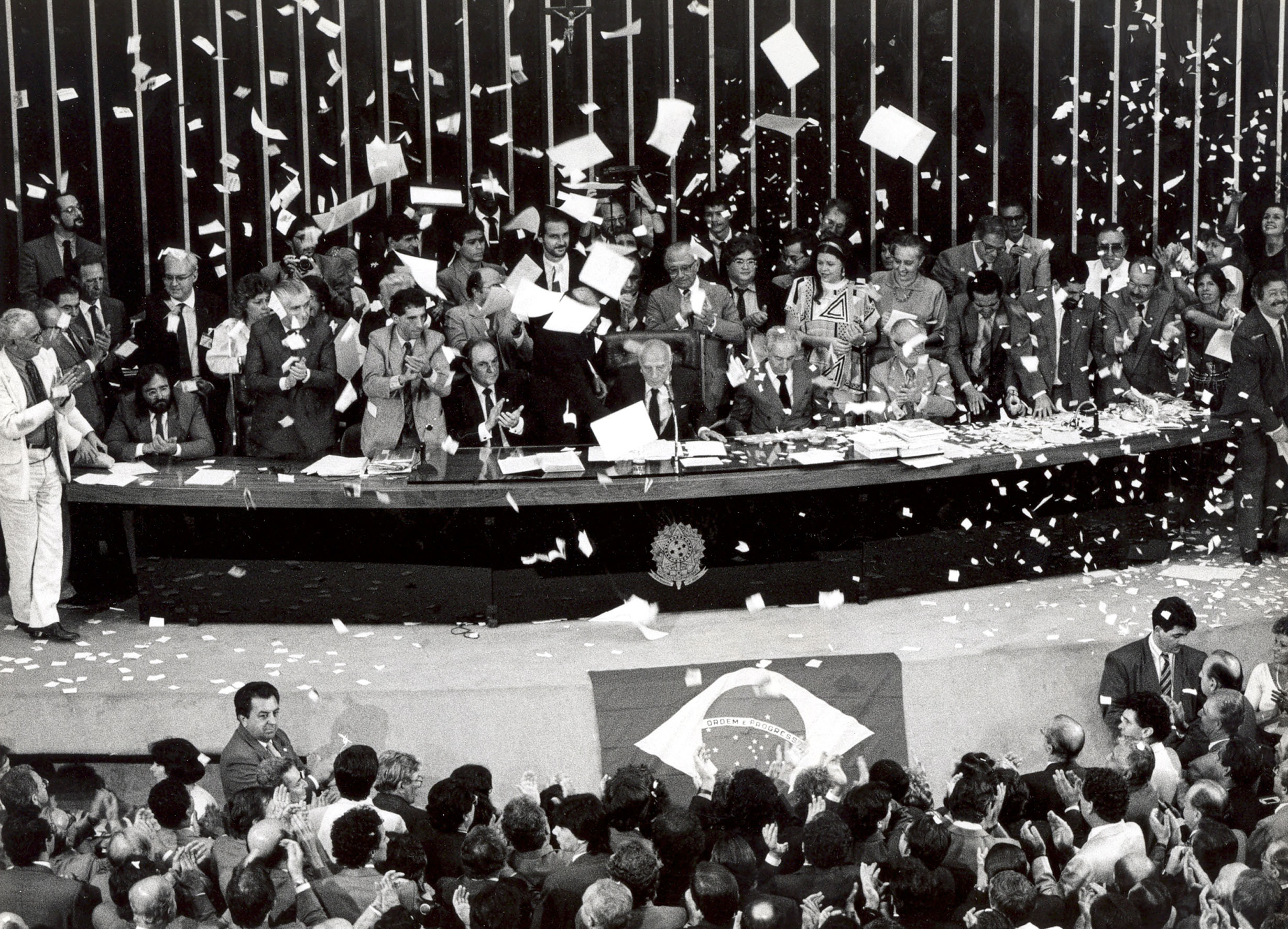
Promulgação da Constituição Federal de 1988, marco na trajetória do federalismo brasileiro. A despeito da descentralização, a União exerce papel central como principal financiadora, normatizadora e coordenadora das políticas sociais.

O federalismo é a forma de organização político-administrativa adotada pelo Estado brasileiro desde a Constituição de 1891. No Brasil, caracteriza-se pela divisão do poder entre diferentes níveis de governo — União, Estados e Municípios — que possuem autonomia política, administrativa e financeira asseguradas, mais recentemente, pela Constituição Federal de 1988.
A adoção do federalismo no Brasil se relaciona à sua extensa dimensão territorial e às heterogeneidades políticas, econômicas, sociais e culturais, funcionando como um mecanismo de acomodação de interesses diversos e de promoção da estabilidade democrática. Nesse sentido, visa acomodar clivagens territoriais e evitar desequilíbrios institucionais profundos.
A redemocratização brasileira, a partir de 1988, também impulsionou a adoção de um modelo federativo mais descentralizado como oposição ao autoritarismo centralizador da ditadura militar. O novo arranjo federativo buscou aproximar os cidadãos do governo, descentralizando recursos e capacidade de decisão. Foram definidas competências comuns e concorrenciais entre as três esferas de governo para o fornecimento de bens e serviços sociais. No entanto, esse desenho institucional, embora democrático, também dificultava a tomada de decisões coletivas, ao mesmo tempo em que preservava grandes prerrogativas legislativas, capacidade regulatória e controle sobre a alocação de recursos por parte da União.

## Primeiras etapas
Formação e Primeira República (1889–1930)
A primeira Constituição republicana, de 1891, estabeleceu formalmente o federalismo no Brasil, inspirando-se no modelo norte-americano. Em resposta ao governo centralizador imperial, o federalismo brasileiro surgiu por meio da descentralização progressiva — nos Estados Unidos, em contraste, visava compatibilizar autonomia e interdependência. Nesse processo, o estado unitário se desdobrou em um estado federal em que os estados tinham menos autonomia e o poder era centralizado na União. No entanto, durante a República Velha (1889-1930), os estados economicamente mais fortes — como São Paulo e Minas Gerais — dominaram a política nacional, em um arranjo marcado pelo predomínio de oligarquias regionais e pela ausência de interdependência entre os entes federativos.
Centralização e Estado Novo (1930–1945)
Com a ascensão de Getúlio Vargas e o Estado Novo, o federalismo foi suprimido na prática, uma vez que reformas institucionais fortaleceram a burocracia central e enfraqueceram a autonomia dos estados.
Período democrático (1945–1964)
A redemocratização pós-Vargas trouxe um novo equilíbrio federativo ao país. Embora os estados tenham recuperado protagonismo político, práticas clientelistas e a ausência de reformas estruturais limitaram o avanço de um federalismo verdadeiramente republicano.
Federalismo autoritário (1964–1985)
Durante o regime militar, o país viveu um modelo nomeado pela tecnoburocracia militar de "federalismo cooperativo". A articulação entre os níveis federativos era pautada em um modelo verticalizado de subordinação dos estados e municípios à União. Nesse período, o controle da União sobre transferências de recursos enfraqueceu os estados e municípios, comprometendo o equilíbrio federativo. O modelo de relação intergovernamental era essencialmente via canais administrativos e não havia centros de poder autônomos, característica própria do federalismo republicano. No entanto, a ideologia centralizadora e anti política foi se tornando incompatível com os interesses políticos locais.

## Federalismo após a Constituição de 1988
O modelo federalista foi delineado pela Constituição de 1988, conforme o artigo 1º: “A República Federativa do Brasil, formada pela união indissolúvel dos Estados e Municípios e do Distrito Federal, constitui-se em Estado Democrático de Direito (...)”. Segundo Fernando Abrucio, a Constituição inaugurou um federalismo mais democrático, equilibrado e preocupado com as desigualdades territoriais, baseando-se em cinco principais pilares: municípios, maior equilíbrio tributário, fortalecimento do Estado de bem-estar, ampliação e consolidação de salvaguardas federativas e num relacionamento mais democrático entre os representantes dos entes federativos.
Segundo Marta Arretche, ao longo do século XX, a federação brasileira tornou-se altamente integrada, ainda que cada nível de governo seja dotado de autoridade política própria. O processo de construção do Estado nacional operou no sentido da centralização da autoridade política. A clivagem relevante para o desenho institucional não se deu em torno de etnias ou religiões, como em outros países, mas entre unidades ricas e pobres, o que fez da centralização um mecanismo de preservação da unidade nacional e de contenção de riscos disruptivos. Assim, combinou-se uma desconfiança em relação aos políticos locais com uma bem-sucedida construção da ideia de nação, o que implicou ampla autorização política para que a União regulasse e supervisionasse os demais entes. A Constituição de 1988 não rompeu com essa tradição: apesar de descentralizar a execução das políticas, preservou à União ampla autoridade normativa. Como resultado, o federalismo brasileiro combina forte centralização legislativa e regulatória com descentralização operacional.
Uma das particularidades do modelo federativo brasileiro foi o processo de municipalização. Diferentemente do cenário verificado em outros casos federativos, no caso brasileiro, todos os municípios são entes federativos, dotados, portanto, de autonomia política, administrativa e financeira. Este processo conferiu à eleição municipal o status de elemento chave do sistema político brasileiro, ainda que tais entes tenham baixa capacidade estatal para exercerem as funções a eles atribuídas. O governo federal transferiu a operacionalização e a gestão da política pública aos entes subnacionais, sobretudo aos municípios, o que representou o equilíbrio inédito da estrutura orçamentária brasileira. Com isso, as principais políticas públicas foram descentralizadas para a esfera municipal. 
Em relação à expansão do estado de bem-estar (welfare state) brasileiro, a década de 1990 foi marcada por reformas de políticas sociais. Foi com essas reformas, denominadas pela literatura de reformas de segunda geração, que a União retomou o seu papel de coordenação e os entes subnacionais conquistaram papéis na gestão e na implementação das políticas sociais. Esse modelo federativo combina descentralização formal com manutenção da centralidade da União, especialmente no que diz respeito à definição de políticas sociais e à coordenação nacional de sua implementação. Com o poder de coordenação federativa nas mãos do governo central, os Sistemas Nacionais de Políticas Públicas nascem como arranjos institucionais particulares em funcionamento através de mecanismo de indução e suporte aos entes subnacionais.
A União exerce papel central como principal financiadora, normatizadora e coordenadora das políticas sociais, mesmo em áreas nas quais as competências são formalmente compartilhadas, como saúde, educação, assistência social, habitação e saneamento. A Constituição de 1988 adotou competências concorrentes para a maioria dessas áreas, o que significa que qualquer ente federativo pode implementar programas, mas nenhum está constitucionalmente obrigado a fazê-lo.
Dentre os marcos institucionais criados nesse contexto, destacam-se os Sistemas Nacionais de Políticas Públicas, como o SUS e o SUAS. Eles baseiam-se em estruturas cooperativas entre os entes federativos, articulando coordenação nacional com participação local na implementação das políticas publicas.
Por fim, a Constituição de 1988 trouxe um avanço das salvaguardas federativas. Foi conferido um poder maior aos entes subnacionais para a defesa de seus interesses. Neste ponto, ressalta-se a importância da inclusão destes governos na participação em fóruns federativos. Neste contexto, a barganha e a negociação intergovernamental conquistaram espaço.

## Desafios contemporâneos
Segundo Abrucio e Franzese, a atual fase do federalismo brasileiro trouxe avanços para o país lidar com suas heterogeneidades constitutivas, mas carece de melhorias ligadas à expansão de seu modelo sistêmico, à relação entre seus entes federativos, às capacidades estatais locais, e sobretudo, aos dilemas de coordenação intergovernamental.
A centralização decisória e financeira na União continua sendo uma característica marcante, o que limita a autonomia efetiva dos governos subnacionais mesmo diante da descentralização formal promovida pela Constituição. Apesar da descentralização prevista constitucionalmente, a capacidade técnica, financeira e decisória permanece concentrada na União, o que limita a autonomia prática dos governos estaduais e municipais, mesmo com as garantias constitucionais de independência. Essa estrutura resulta em superposição de ações, desigualdades territoriais na provisão de serviços e políticas nacionais com baixos denominadores comuns. Mesmo com avanços institucionais, o federalismo brasileiro ainda enfrenta desafios no tocante à indefinição de competências entre os entes, desigualdades de capacidade de gestão e financiamento, e à baixa coordenação intergovernamental, especialmente em políticas sociais.